# マスター 先生が来る!
『マスター 先生が来る!』 は2021年、タミル語のアクションスリラー映画。監督はローケーシュ・カナガラージ。タミル語映画界のスター、ヴィジャイが主演であり、敵役をヴィジャイ・セードゥパティが務めた。
主要撮影は2019年10月に開始され、2020年2月に終了した。撮影はデリー、チェンナイ、カルナータカで行われた。音楽はアニルド・ラヴィチャンダルが作曲し、撮影と編集はそれぞれサシアン・スーリアンとフィロミン・ラージが行った。
マスターは当初2020年4月9日に劇場公開が計画されていたが、インドでのCOVID-19パンデミックのため延期された。映画の製作者は、配信サービスで公開するよりも、劇場公開を待つことを発表し、ポンガルの前日の2021年1月13日に劇場で公開された。

## あらすじ
名門大学の教授JD（ヴィジャイ）は、学生生活の改革に積極的で生徒に人気があるが、アルコール依存症という欠点を持っていた。教授たちから疎まれていたJDは、選挙活動のトラブルの責任を負わされ、謹慎処分となる。謹慎期間の間、JDは学長の依頼を受けて少年院の臨時教師として派遣されることになるが、そこは麻薬ギャングのバワーニ（ヴィジャイ・セードゥパティ）が裏で支配する少年院だった。

## キャスト
- ヴィジャイ - "JD"
- ヴィジャイ・セードゥパティ  - バワーニ
- マーラヴィカ・モーハナン（英語版） - チャールラタ
- アルジュン・ダース - ダース
- シャンタヌ（英語版）  -  バールガヴ（JDの生徒）
- Gouri G. Kishan（英語版） - サビータ（JDの生徒）
- Andrea Jeremiah（英語版） - バーナティ（JDの同僚、アーチェリーの教師）
- ナーサル - 学長（ゲスト出演）
- Mahendran（英語版） - 青年期のバワーニ
- Master Poovaiyar  - ウンディヤル